# Kortsteel-pissebedvlieg
De kortsteel-pissebedvlieg (Phyto melanocephala) is een vliegensoort uit de familie van de afvalvliegen (Heleomyzidae). De wetenschappelijke naam van de soort is voor het eerst geldig gepubliceerd in 1824 door Meigen.